# 坂本昭 (政治家)
坂本 昭（さかもと あきら、1913年《大正2年》7月24日 - 1978年《昭和53年》12月2日）は、日本の医師、政治家。
高知県選挙区選出の元参議院議員で、1956年（昭和31年）から1962年（昭和37年）まで務めた。第24・25・26代高知市長も務め、在任期間は1967年（昭和42年）から1978年（昭和53年）10月まで。

## 経歴
- 1930年（昭和5年） - 高知県立城東中学校（現・高知県立高知追手前高等学校）修了。
- 1933年（昭和8年） - 旧制高知高等学校卒業。
- 1937年（昭和12年）
  - 東京帝国大学医学部医学科卒業。
  - 東京帝国大学医学部付属病院 副手。
- 1938年（昭和13年） - 北支方面 軍医部の伝染病対策に応じ北支・中支へ。
- 1946年（昭和21年）
  - 終戦後、レンパン島から復員。高知市五台山の自宅へ。
  - 昭和南海地震後、救援隊を指揮し被災者救援活動を行う。
- 1947年（昭和22年） - 国立高知療養所[1]（結核専門）初代所長就任（1956年まで）。
- 1950年（昭和25年） - 医学博士。
- 1952年（昭和27年）
  - 高知新聞文化賞受賞（結核対策に寄与）。
  - 附属准看護学院学院長（兼務）。
- 1956年（昭和31年） - 参議院議員当選（高知県選挙区選出、日本社会党）。
- 1960年（昭和35年） - 大逆事件の真実をあきらかにする会、初代事務局長就任。[2][3]
- 1967年（昭和42年） - 高知市長（24代目）当選（1期目）。
- 1969年（昭和44年）
  - 高知県市長会会長就任（1978年まで）。
  - 四国市長会会長就任（1970年まで）。
- 1971年（昭和46年）
  - 高知市長（25代目）再選（2期目）。
  - 全国市長会副会長（1978年まで）。
- 1972年（昭和47年） - 全国市長会相談役（1977年まで）。
- 1973年（昭和48年） - 四国市長会会長（1974年まで）。
- 1975年（昭和50年） - 高知市長（26代目）再選（3期目）。
- 1976年（昭和51年） - 台風17号来襲、非常事態宣言を発す[4][5]。
- 1977年（昭和52年） - 四国市長会会長（1978年まで）。
- 1978年（昭和53年）
  - 全国革新市長会会長就任
  - 10月 - 病気のため、高知市長辞任。
  - 12月 - 高知市立市民病院にて死去（結腸癌）[6]。65歳没。
- 1979年（昭和54年）3月27日 - 坂本昭医学研究奨励基金条例[7] 制定。

## 著書
- 『忘れ得ぬ人々』 高知複十字会、1956
- 「樺美智子さんの死—主として医学的に」[8]『世界』 岩波書店、1960-08
- 『人間でよかった』 坂本昭友の会、1962
- 『白い葡萄酒』 高知市本町健康診療相談所、1966
- 『ボラとイタズリ』 南海出版、1970
- 「これからの自治体医療」『厚生福祉』時事通信社、1973-07
- 『自由と民権：坂本昭エッセイ集』 土佐芸術村出版局、1974
- 「自治体にとって革新とは何か（完）坂本昭高知市長に聞く」『地方行政』時事通信社、1978-05